# كارل فيشر (مهندس معماري)
كارل فيشر (بالإنجليزية: Karl Fischer)‏ هو مهندس معماري أمريكي، ولد في 22 فبراير 1949 في المجر، وتوفي في 12 مارس 2019.